# 汪桴
汪桴（？—？），字隆吉，號海函，廣東南雄府保昌县人，軍籍，明朝政治人物。

## 生平
万历三十一年（1603年）癸卯科廣東乡试舉人，三十二年（1604年），登甲辰科进士，吏部觀政，四十一年任兵部主事，四十七年丁憂，卒。